# Chiesa di Sant'Elia (Nuxis)
La chiesa di Sant'Elia è una chiesa campestre situata in territorio di Nuxis, centro abitato della Sardegna sud-occidentale. Consacrata al culto cattolico, fa parte della parrocchia di San Pietro, diocesi di Iglesias.
La chiesa è ubicata a qualche chilometro dall'abitato, nella valle del rio Tattinu. Di epoca bizantina, edificata con pietre non squadrate e di piccole dimensioni in un periodo ricompreso tra il IX e il XII secolo, presenta la tipica pianta a croce greca, con volte a botte e cupola centrale troncoconica.